# Словенска Люпча
Словенска Люпча — село, громада в окрузі Банська Бистриця, Банськобистрицький край, Словаччина. Кадастрова площа громади — 32,33 км². Станом на грудень 2015 року в селі проживало 3244 людей. Протікає річка Люпчиця.

## Населення
| Рік:            | 1994. | 2004.   | 2014.   | 2024.   |
| --------------- | ----- | ------- | ------- | ------- |
| Кількість осіб: | 2895  | 3130    | 3235    | 3261    |
| Різниця:        |       | +8,11 % | +3,35 % | +0,80 % |

| Рік:            | 2023. | 2024. |
| --------------- | ----- | ----- |
| Кількість осіб: | 3261  | 3261  |
| Різниця:        |       | +0 %  |

## Відомі особистості

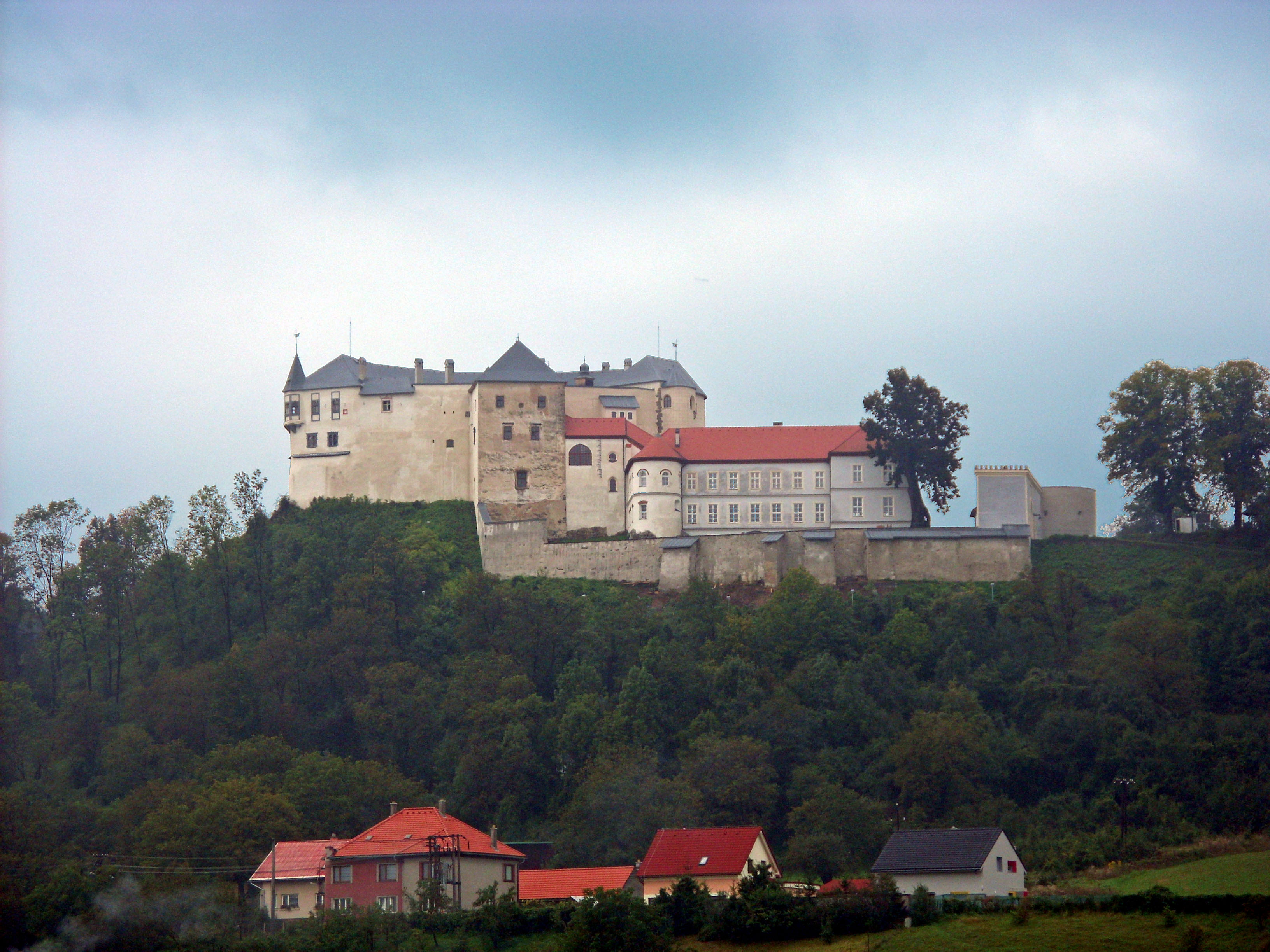
Люпчанський град

В поселенні народився:
- Самуель Чамбел (1856—1909) — словацький вчений-мовознавець, славіст, філолог, перекладач.